# Orión I

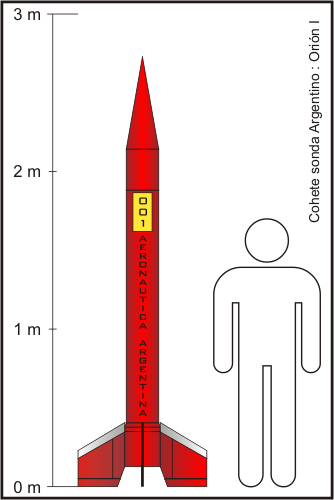
Cohete sonda Orión I.

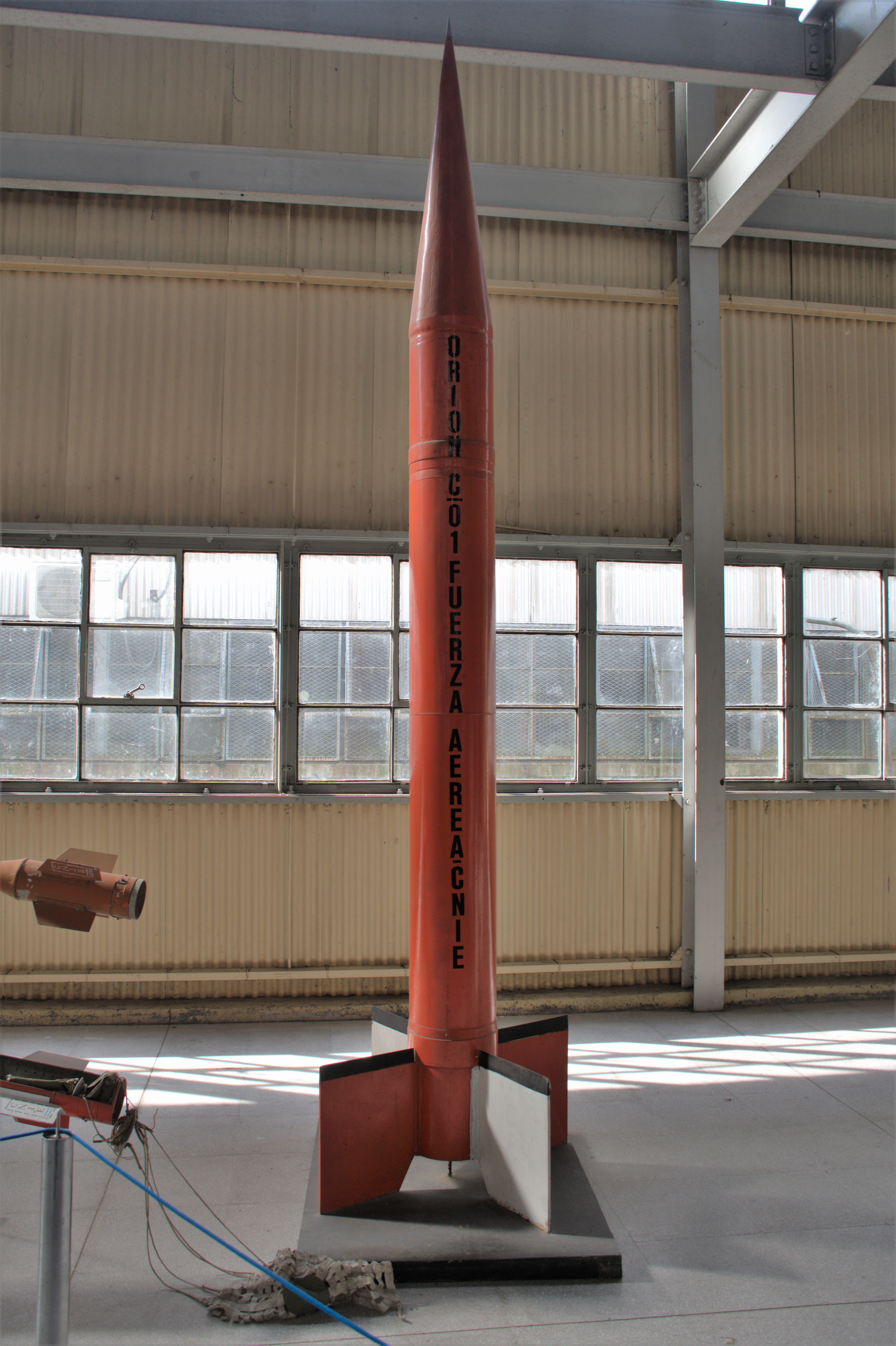
Réplica exhibida en el Museo Nacional de Aeronáutica.

El Orión I fue un cohete sonda argentino fabricado en 1965 de una sola etapa.
Fue manufacturado por el Instituto de Investigaciones Aeronáuticas y Espaciales. Efectuó 21 lanzamientos desde CELPA Chamical, uno fallado, éxitos: 95,24 %.
- 1.er lanzamiento: 1 de octubre de 1965
- Último lanzamiento: 19 de diciembre de 1971
- Apogeo: 95 km
- Masa: 100 kg
- Diámetro: 21 cm
- Longitud: 4 m
- Modelo: Orión I
- Familia: otros vehículos suborbitales
- País: Argentina.

El 7 de noviembre de 1966, en la isla Wallops, el Orión I tuvo su único fallo.

## Fuente
- McDowell, Jonathan, Jonathan's Space Home Page, Harvard University, 1997-presente.

- Datos: Q578123
- Multimedia: Orión / Q578123